# چاهوکی
چاهوکی، روستایی در دهستان کوهک بخش مهرگان شهرستان سراوان در استان سیستان و بلوچستان ایران است.

## جمعیت
بر پایه سرشماری عمومی نفوس و مسکن در سال ۱۳۹۵، جمعیت این روستا برابر با ۴۸ نفر (۱۰ خانوار) بوده‌است.